# BDR Thermea
BDR Thermea est un fabricant européen d'appareils de chauffage domestiques et industriels. La société est née de la fusion des entreprises Baxi (en), De Dietrich Thermique et Remeha en 2009.

## Domaine d'activité
Basée à Apeldoorn, aux Pays-Bas, BDR Thermea fournit des produits de chauffage et d'eau chaude pour l’Europe de l'Ouest (Royaume-Uni, France, Allemagne, Espagne, Pays-Bas, Italie…).
Elle connait une forte croissance en Europe de l'Est, en Turquie, en Russie, en Amérique du Nord et en Chine. Au total, BDR Thermea est présent dans plus de 82 pays dans le monde.
Le groupe BDR Thermea, qui emploie actuellement environ 6 300 personnes à travers le monde, a réalisé en 2018 un chiffre d'affaires d'environ 1,8 milliard d'euros. Le groupe est le troisième plus grand fabricant d'appareils de chauffage en Europe.

## Sites de production
Sites actuels :
- Shanghai (Chine)
- La Chartre-sur-le-Loir (France) : Radiateurs Industrie
- Mertzwiller (France) : usine De BDR Thermea France[3]
- Portes-lès-Valence (France) : usine Thermatis Technologies (Sofath)
- Augustfehn (Allemagne)
- Rastede (Allemagne)
- Schweinfurt (Allemagne)
- Bassano del Grappa (Italie)
- Barcelone (Espagne)
- Apeldoorn (Pays-Bas)
- Istanbul (Turquie)
- Norwich (Royaume-Uni)
- Preston (Royaume-Uni)
- Utica (New-York) (États-Unis)
- Dunkirk (New-York) (États-Unis)

Anciens sites :
- Villeneuve-Saint-Germain (France) : fermé en 2014[4]

## Innovations
BDR Thermea se consacre au développement de technologies de chauffage pouvant jouer un rôle dans la lutte contre le changement climatique. La gamme de produits comprend des chaudières à biomasse, des capteurs solaires et des pompes à chaleur. Le Groupe occupe la première place sur le marché émergeant européen des produits de micro-cogénération à faible teneur en carbone (micro-cogénération). Les chaudières à haut rendement constituent le produit phare de BDR Thermea.